# Reactor ràpid

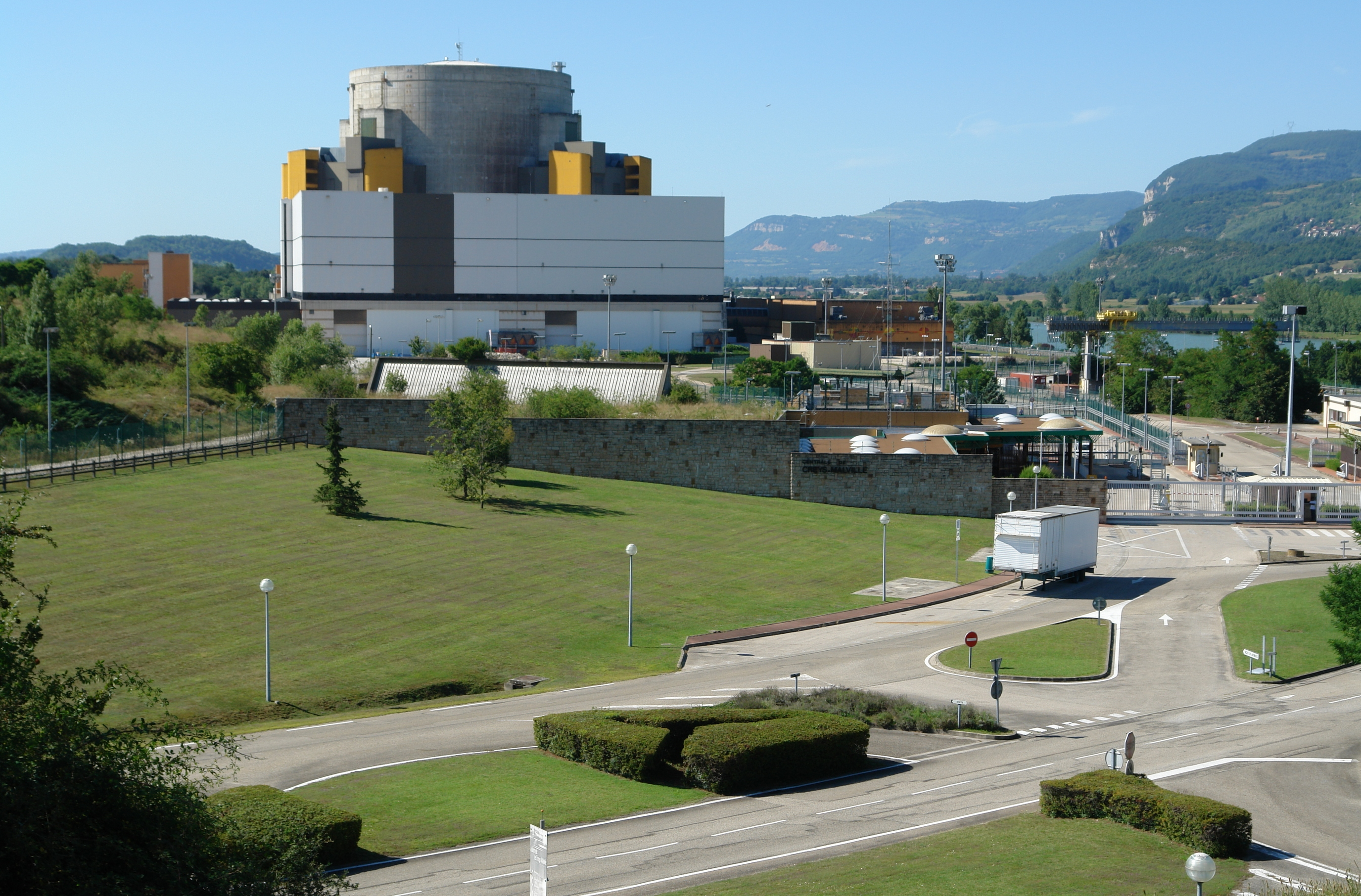
El reactor ràpid Superphénix de Creys-Mépieu

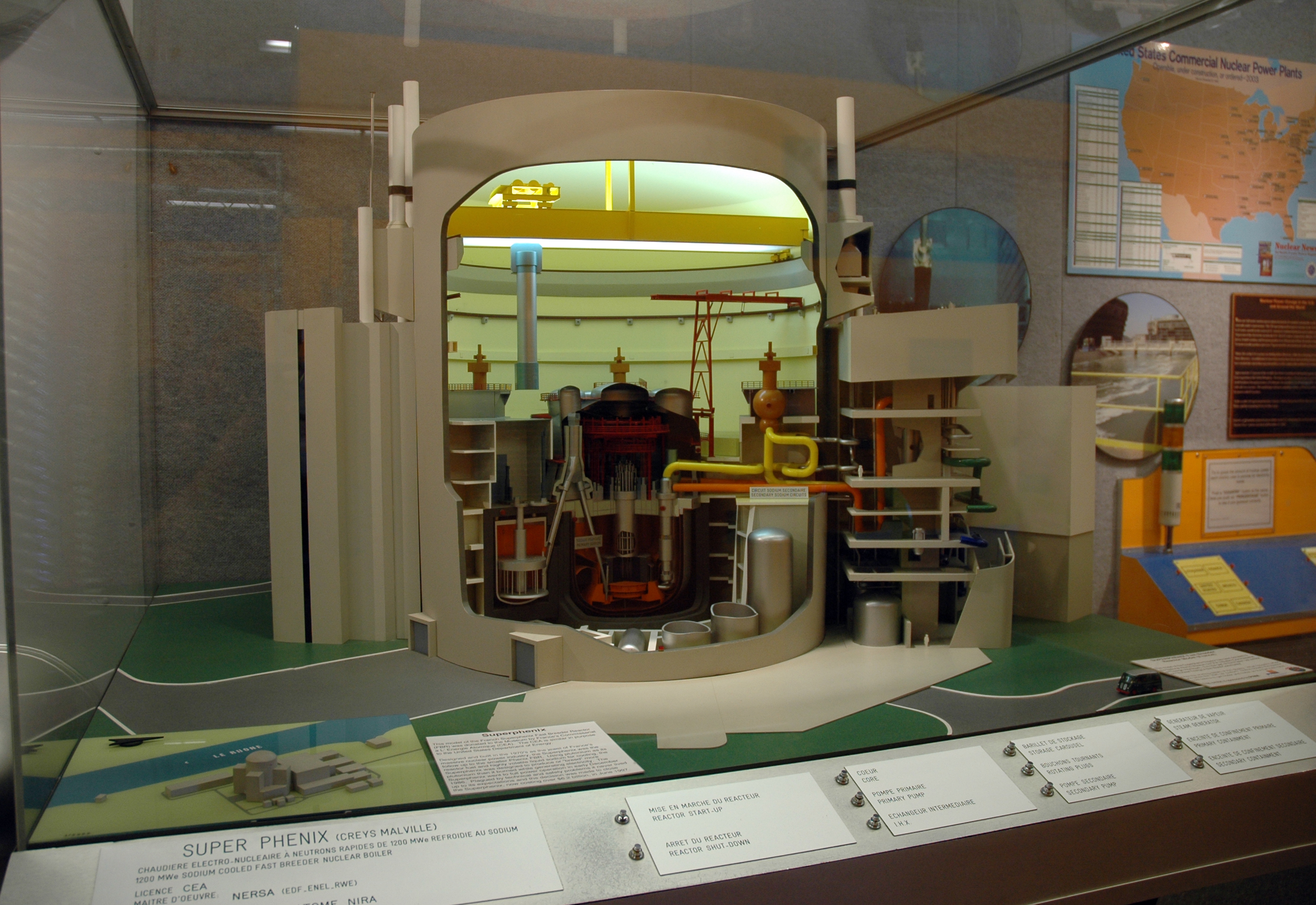
Maqueta d'un reactor ràpid

Un reactor ràpid, reactor reproductor, és un reactor nuclear capaç de generar més material físsil del que consumeix. Aquests dispositius són capaços d'aconseguir aquesta gesta, ja que la seva economia de neutrons és prou alta com per reproduir-se més combustible físsil que quan s'utilitza a partir de material fèrtil com l'urani-238 o el tori-232. Aquests reactors van ser al principi considerats atractius per la seva superior economia de combustible en comparació amb els reactors d'aigua lleugera. L'interès dels reactors ràpids es va reduir després de la dècada de 1960 a mesura que es trobaven més reserves d'urani, i l'obtenció de nous mètodes d'enriquiment d'urani de cost més reduït.

## Tipus i prototips
A partir del 2006, tot reactor reproductor ràpid (FBR, de l'anglès Fast-Breeder Reactor) han estat reactors reproductors ràpids de metall líquid (LMFBR, de l'anglès Liquid-metal fast-breeder reactor) refrigerats per sodi líquid. Aquest tipus de reactor nuclear, la funció del qual és aportar energia calorífica a una central nuclear, té la particularitat de no disposar de moderador dels neutrons que fan la reacció nuclear en cadena que allibera la calor dels nuclis d'urani o plutoni. Fan servir sodi líquid com a refrigerant. En 2007 n'hi havia quatre a tot el món, totes en etapa de prototipus, dels quals el més modern és el Monju, al Japó, però els diversos problemes i accidents que han tingut han frenat notablement el seu desenvolupament.
Com que no utilitza moderador que desacceleri els neutrons responsables de la reacció en cadena, aquests són anomenats neutrons ràpids. La potència tèrmica resultant és molt més elevada que als altres reactors, per això en comptes d'aigua cal usar sodi líquid com a refrigerant. Altres refrigerants que s'han provat són el plom líquid o aliatges de plom i bismut. Per ara, tots els FBR existents són també LMFBR.
Consten d'un circuit primari de refrigeració, un circuit secundari de sodi líquid i un circuit terciari d'on s'obté vapor d'aigua per accionar el grup turbina-alternador.
En 2010 hi ha quatre prototipus de reactors LBR funcionant al món: un de 600 MWe, a Rússia, que està en marxa des de 1980; el reactor Monju de Tsuruga (Japó), de 246 MWe i que va ser tancat i es va reobrir en juny de 2010; un a l'Índia, de 10,5 MWt i obert des de 1985; i a la Xina el 2009 hauria d'haver començat a posar-se en funcionament un reactor ràpid de 65 MWt.
A França, el prototipus Superphénix de Creys-Mépieu va tancar el 1998, mentre que el més antic Phénix, en el qual estava inspirat el primer, ho va fer més tard, en setembre de 2009. El Rhapsodie de Cadarache, també a França, va ser un mini reactor ràpid de primer 20MW i més tard 40MW que va funcionar entre 1967 i 1982. A Alemanya hi havia hagut un a Kalkar, construït el 1973.
També se n'han fer investigacions als Estats Units, amb prototipus que mai han arribat a estar operatius.

## Controvèrsia sobre els reactor ràpids
Igual que molts aspectes de l'energia nuclear, els reactor ràpids han estat objecte de molta controvèrsia en els últims anys. El 2010, el International Panel on Fissile Materials (Grup intergovernamental d'experts sobre els materials físsils) va dir "Després de sis dècades i amb unes despeses de l'equivalent de desenes de milers de milions de dòlars, la promesa dels reactor ràpids roman en gran manera sense complir i els esforços per comercialitzar-los s'han reduït de manera constant en la majoria dels països". A Alemanya, al Regne Unit i als Estats Units, els programes de desenvolupament de reactors ràpids han estat abandonats Els fonament per a la consecució dels reactors ràpids - de vegades explícitament i de vegades implícita - es va basar en les següents premisses fonamentals:
- S'esperava que l'urani seria escàs i els dipòsits d'alta qualitat ràpidament s'esgotarien si l'energia de fissió es desplegués a gran escala, la realitat, però, és que des de la fi de la guerra freda, l'urani ha estat molt més barat i més abundant que el que els dissenyadors esperaven.[7]
- S'esperava que els reactor ràpids es convertirien ràpidament i econòmicament competitius amb els reactors d'aigua lleugera que dominen l'energia nuclear avui en dia, però la realitat és que els costos de capital són almenys un 25% més alts que els dels reactors refrigerats amb aigua.
- Es pensava que els reactor ràpids podrien ser tan segurs i fiables com els reactors d'aigua lleugera, però els problemes de seguretat se citen com una preocupació amb els reactors ràpids, perquè utilitzen el sodi com a refrigerant, llavors una fuita podria donar lloc a un incendi de sodi.
- S'esperava que els riscos de proliferació plantejats pels reactors ràpids i el seu cicle de combustible "tancat", en el qual es recicla el plutoni, podrien ser controlats. Però ja que els reactors ràpids de plutoni produeixen plutoni a partir de l'U238, i els reactors de tori produeixen l'U233 a partir del tori, tots els cicles de reproducció teòricament podrien presentar riscos de proliferació.[8]

Aquests problemes han obstaculitzat el seu desplegament i han donat credibilitat a les crides pel seu abandonament.
Els FBR s'han construït i operat als Estats Units, el Regne Unit, França, l'antiga Unió Soviètica, Índia i Japó. A Alemanya es va construir un FBR experimental però mai va funcionar. Hi ha molt pocs reactor ràpids utilitzats per a la generació d'energia, hi ha alguns de planejats, i no pocs s'estan utilitzant per a la recerca relacionada amb la iniciativa del reactor de IV generació. En molts països, l'energia nuclear té una oposició política i, per tant, molts reactors s'han tancat o es preveu que es tanquin, amb diverses justificacions.